# Premio Mundial Cino Del Duca
El Premio Mundial Cino Del Duca (Prix mondial Cino Del Duca en francés) es un premio internacional francés establecido desde 1969 por la empresaria y filántropa Simone Del Duca (1912-2004), para continuar la obra de su último marido, el empresario editorial Cino Del Duca (1899-1967). El premio es anual, y se otorga con la intención de reconocer y recompensar a un autor cuyo trabajo —ya sea científico o literario— haya destacado en el campo del humanismo. En 2010 el monto del premio ascendió a 300.000 €.
En 1975, la señora Del Luca creó la Fundación Simone y Cino Del Duca con fines filantrópicos, y tal fundación es la encargada de decidir el destinatario del Premio Mundial Cino Del Duca. Tras la muerte de Simone Del Duca, en 2004, la fundación quedó a cargo del Instituto de Francia.

## Galardonados
- 2014: Andreï Makine, escritor francés
- 2013: Robert Darnton, historiador estadounidense
- 2012: Trinh Xuan Thuan, astrónomo y escritor franco americano vietnamita.
- 2011: (no se entregó)
- 2010: Patrick Modiano, escritor francés
- 2009: Milan Kundera, escritor checo-francés
- 2008: Mario Vargas Llosa, escritor hispanoperuano
- 2007: Mona Ozouf, historiador y escritor francés
- 2006: Jean Clair, ensayista francés
- 2005: Simon Leys, escritor belga
- 2004: (no se entregó)
- 2003: Nicole Le Douarin, embriólogo francés
- 2002: François Nourissier, escritor francés
- 2001: Yvon Gattaz, empresario francés
- 2000: Jean Leclant, egiptólogo francés
- 1999: Henri Amouroux, historiador francés
- 1998: Zhen-yi Wang, fisiólogo chino
- 1997: Václav Havel, escritor checo
- 1996: Alain F. Carpentier, cirujano francés
- 1995: Yves Bonnefoy, poeta francés
- 1994: Yves Pouliquen, investigador francés
- 1993: Robert Mallet, poeta francés
- 1992: Ismail Kadare, escritor albano
- 1991: Michel Jouvet, investigador francés
- 1990: Jorge Amado, novelista brasileño
- 1989: Carlos Chagas Filho, médico y biólogo brasileño
- 1988: Henri Gouhier, filósofo francés
- 1987: Denis Burkitt, cirujano británico
- 1986: Thierry Maulnier, French writer
- 1985: William Styron, novelista norteamericano
- 1984: Georges Dumézil, filólogo francés
- 1983: Jacques Ruffié, escritor francés
- 1982: Yachar Kemal, escritor turco
- 1981: Ernst Jünger, escritor y filósofo alemán
- 1980: Jorge Luis Borges, escritor argentino
- 1979: Jean Hamburger, cirujano y ensayista francés
- 1978: Léopold Sédar Senghor, poeta senegalés
- 1977: Germaine Tillion, antropólogo francés
- 1976: Lewis Mumford, historiador norteamericano
- 1975: Alejo Carpentier, escritor cubano
- 1974: Andrei Sakharov, físico nuclear soviético
- 1973: Jean Guéhenno, escritor francés
- 1972: Victor Weisskopf, físico autriaco-americano
- 1971: Ignazio Silone, autor italiano
- 1970: Jean Anouilh, dramaturgo francés
- 1969: Konrad Lorenz, zoólogo y ornitólogo austriaco